# آر.530
صاروخ ماترا آر.530 هو صاروخ جو-جو فرنسي متوسط إلى قصير المدى. كان متوفراً بنظامي التوجيه بالأشعة تحت الحمراء والتوجيه شبه النشط بالرادار كسلاح رئيسي للمقاتلة ميراج 3 التي كانت قادرة على حمل صاروخ واحد في خط الوسط، والمقاتلة ميراج إف1 التي كانت تحمل ما يصل إلى ثلاثة صواريخ، باستخدام نقاط تعليق على الأجنحة، وطائرة إف-8 كروسيدر التي كانت تحمل أيضاً صاروخين على جانبي جسم الطائرة في الخدمة مع البحرية الفرنسية.

## التاريخ العملي
اشترت القوات الجوية الإسرائيلية 15 صاروخاً من طراز آر.530 ذو التوجيه شبه النشط بالرادار من فرنسا، بالإضافة إلى ثلاث قذائف تدريبية وثمانية حوامل إطلاق، لتُستخدم مع المقاتلة ميراج الثالثة سي جيه "شاهاك" الجديدة. كان الهدف من هذا الصاروخ أن يكون مكملًا لصاروخ جو-جو المحلي رافائيل شافرير الموجه بالأشعة تحت الحمراء. أُطلق على الصاروخ اسم "ياهالوم" (بالعبرية: الماس) خلال الخدمة الإسرائيلية، وخُصص للسربين 110 و117 ضمن طائرات تأهب الرد السريع. حصل السربان على تدريب تأهيل الأسلحة في 1964.
في 29 نوفمبر 1966، أسقطت طائرة داسو ميراج 3 تابعة لسلاح الجو الإسرائيلي طائرتي ميج-19 مصريتين كانتا تحاولان اعتراض طائرة استطلاع إسرائيلية من طراز بايبر جيه-3 كب في المجال الجوي الإسرائيلي. دُمرت أول طائرة ميج بصاروخ آر.530 أُطلق من مسافة أقل من ميل، مسجلاً بذلك أول إصابة جوية للصاروخ. بينما دُمرت الميج الثانية بنيران المدافع.
ثبت أن صاروخ آر.530 خلال حرب 67، كما كان شائعاً في صواريخ جو-جو المبكرة في ستينيات القرن الماضي، غير موثوق بشكل مزمن مع صعوبة استخدامه، لا سيما في المعارك الجوية القريبة التي ميزت القتال الجوي في الحرب. تطلب إطلاق صاروخ آر.530 إغلاق راداري من رادار سيرانو في طائرة ميراج 3، إلا أن رادار سيرانو واجه عقبات بالغة بسبب التضاريس الأرضية على الارتفاعات المنخفضة، حيث دارت معظم المعارك الجوية خلال حرب 67، مما جعل صاروخ آر.530 عديم الفائدة تقريباً. ولم يحقق هذا السلاح أي نجاح في إصابة أي أهداف خلال حرب 67.

## معرض الصور

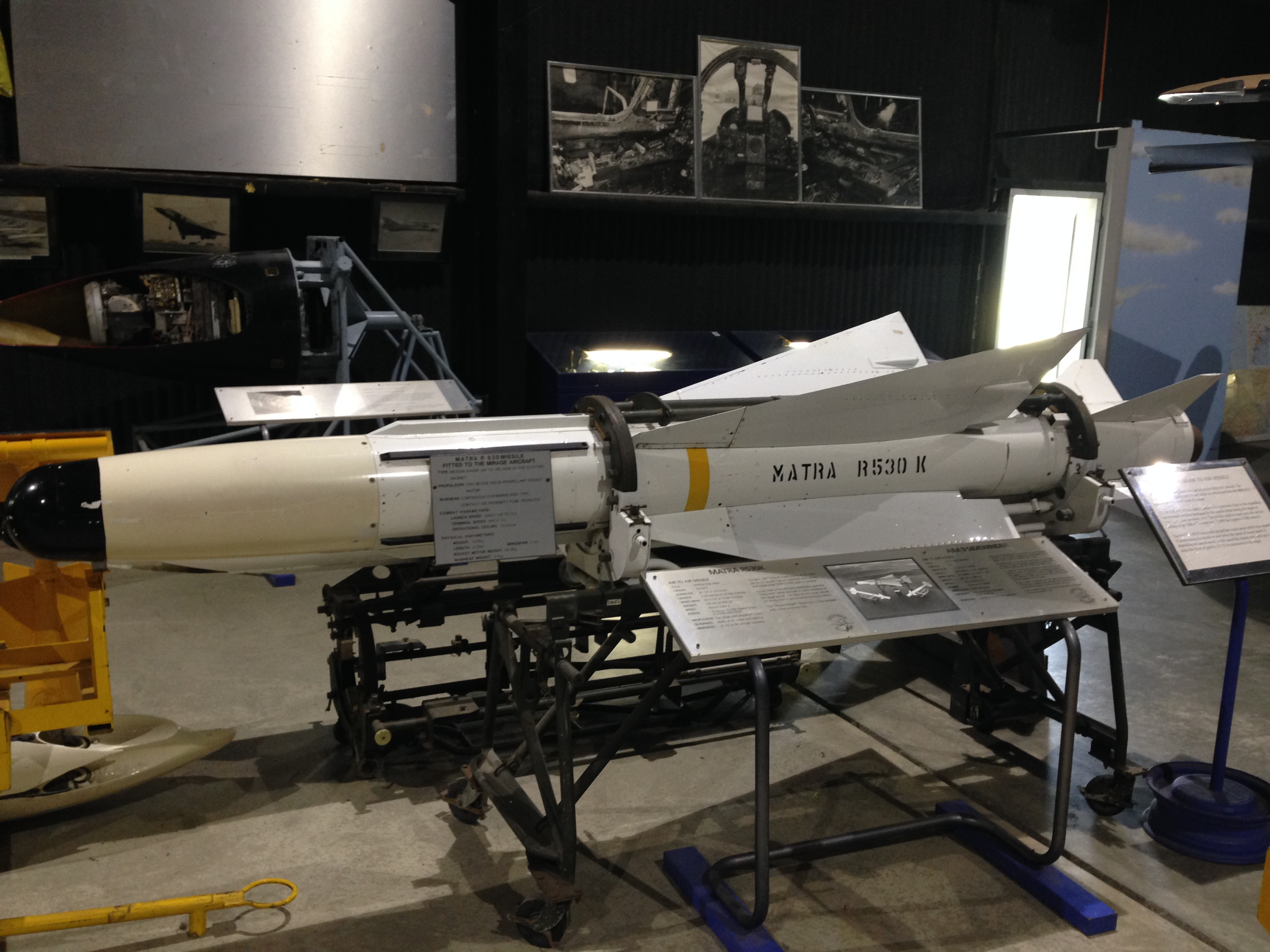
صاروخ ماترا آر.530
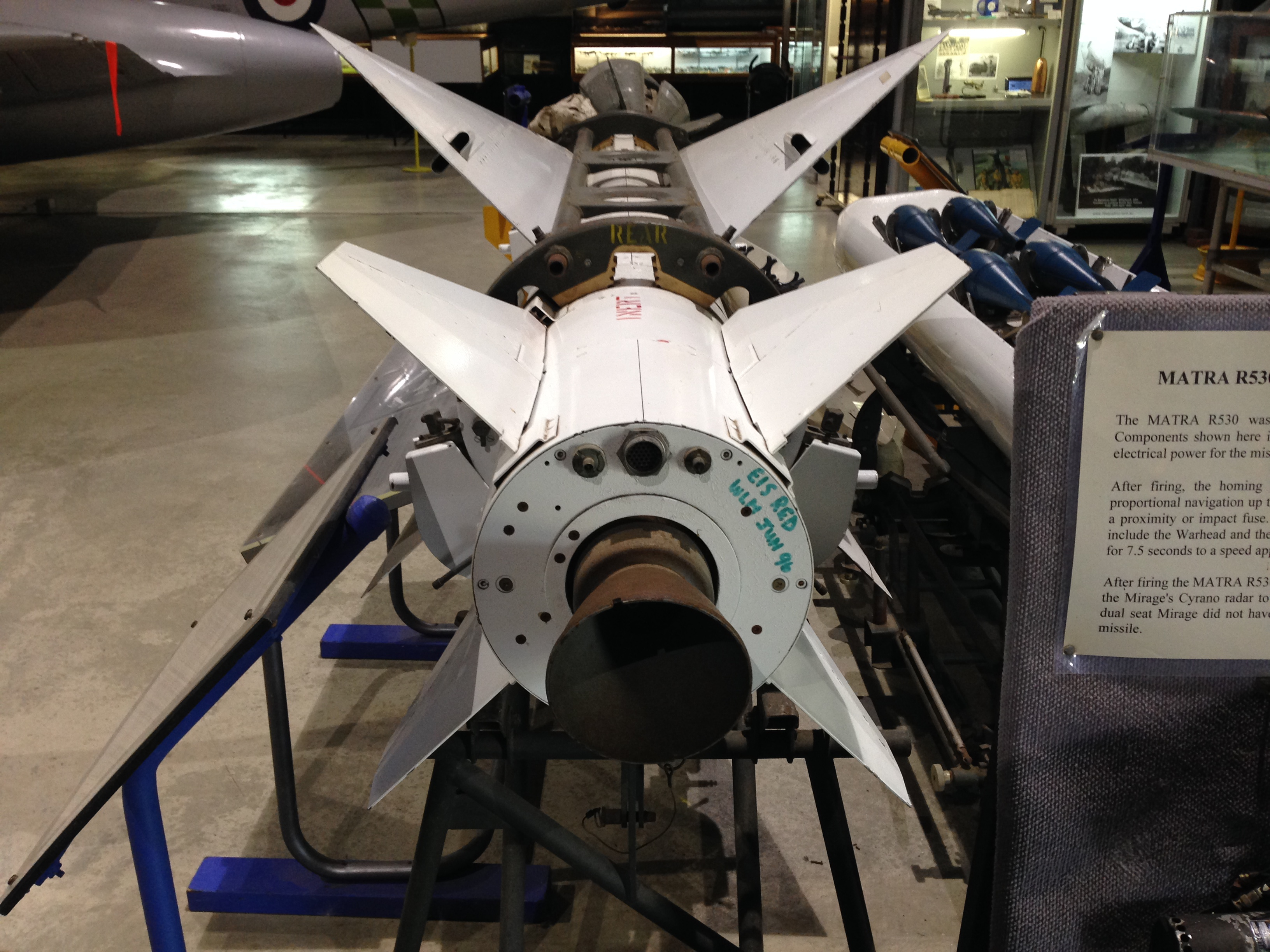
صاروخ ماترا آر.530
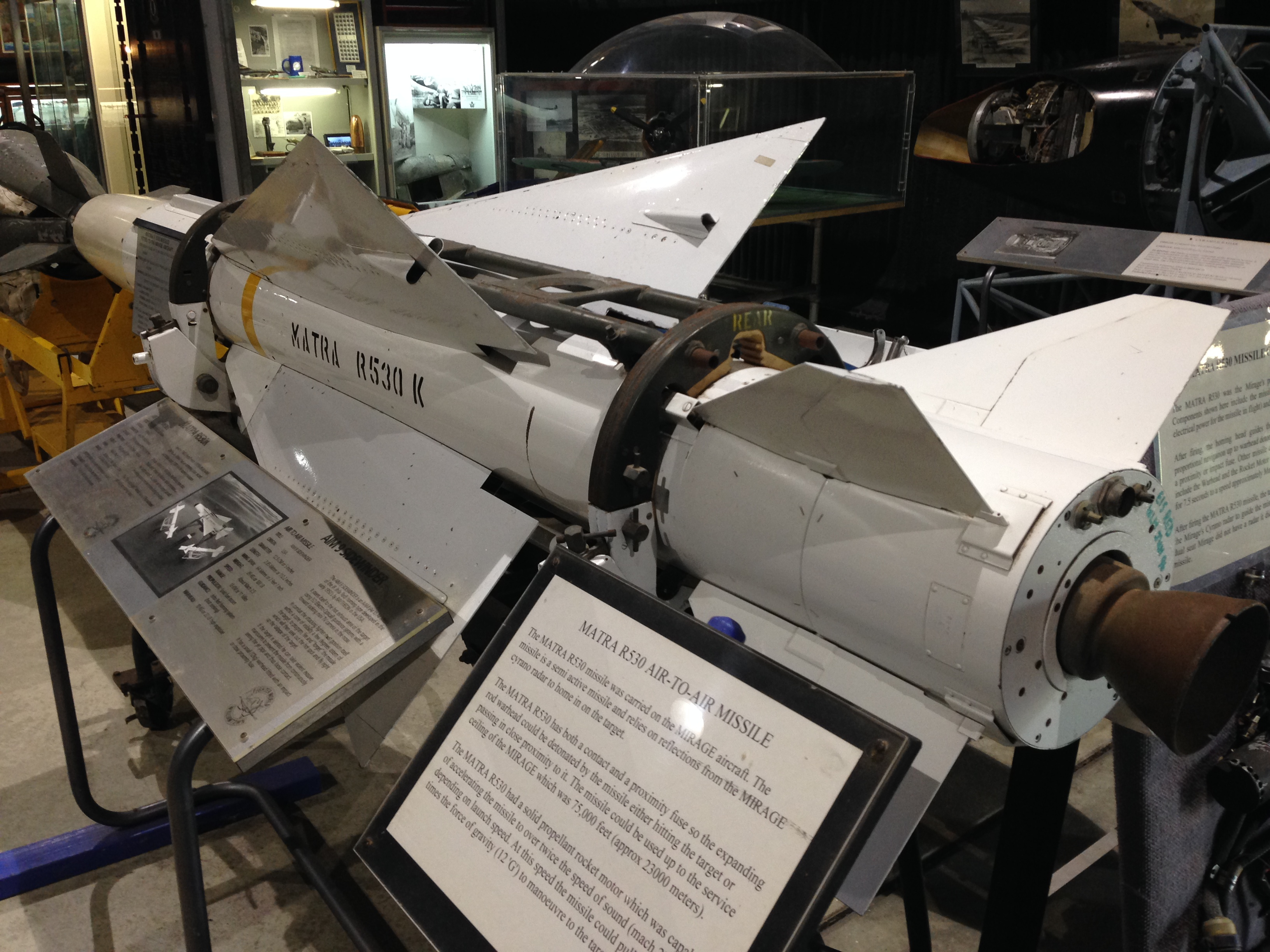
صاروخ ماترا آر.530
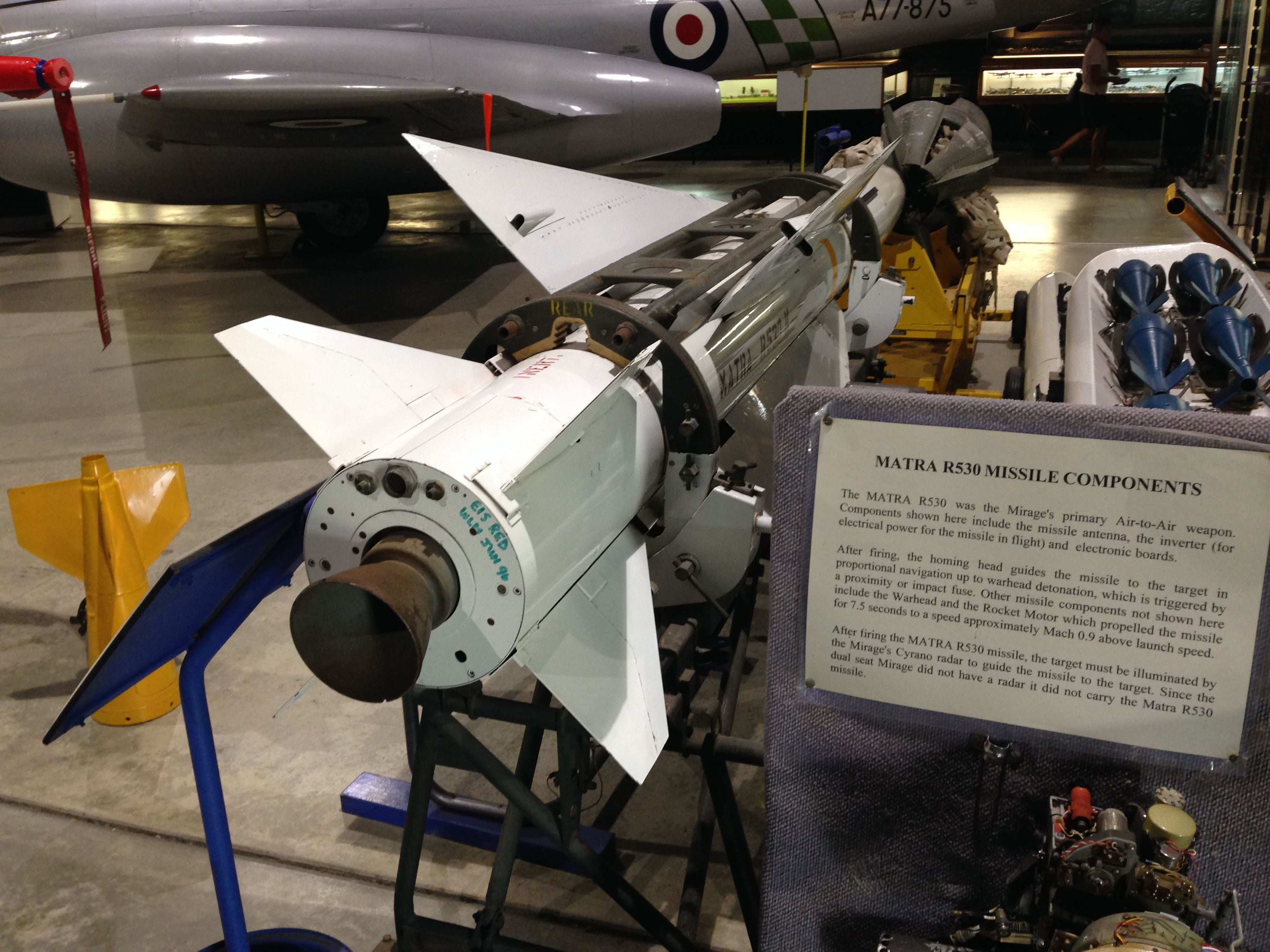
صاروخ ماترا آر.530
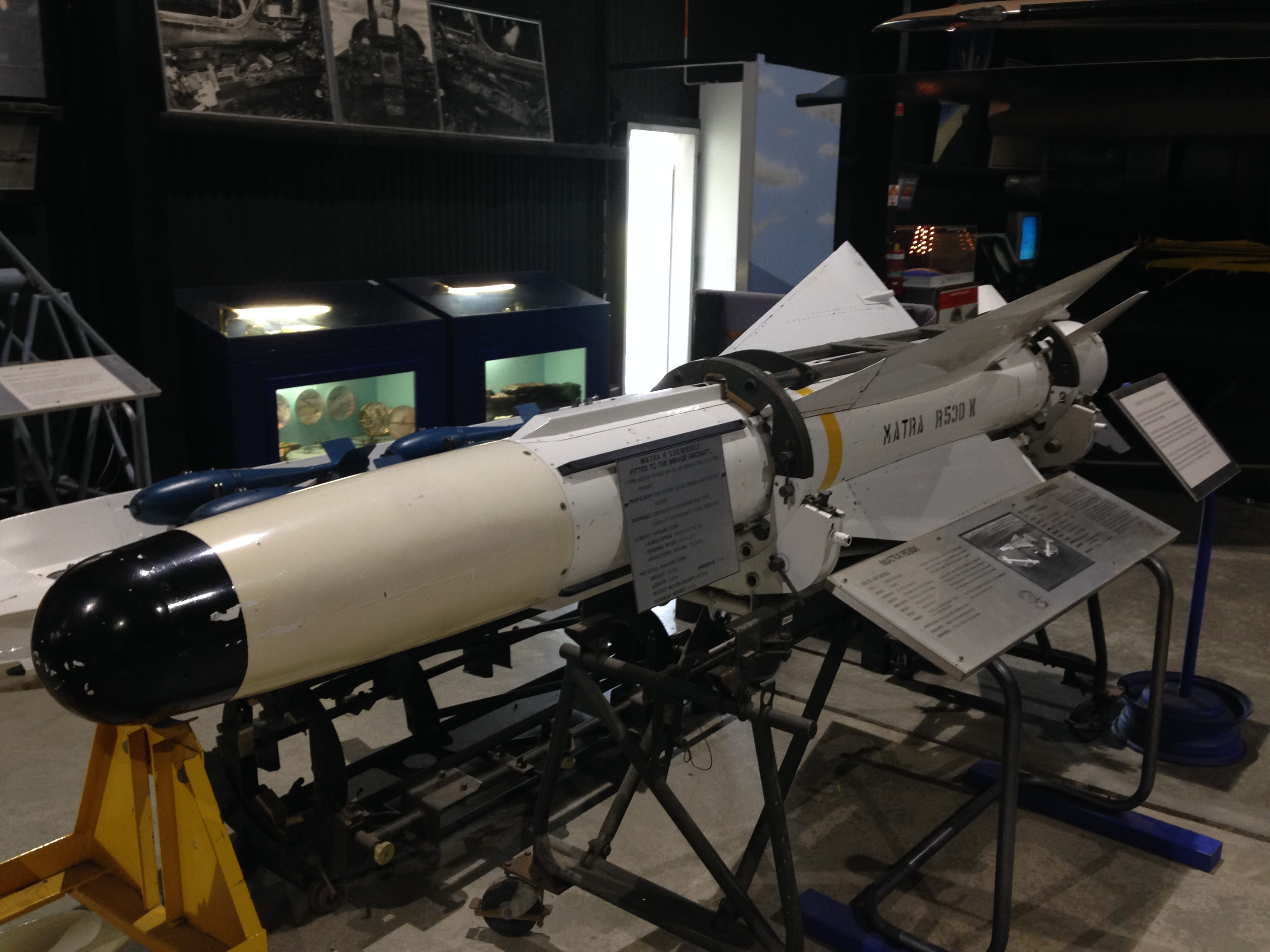
صاروخ ماترا آر.530
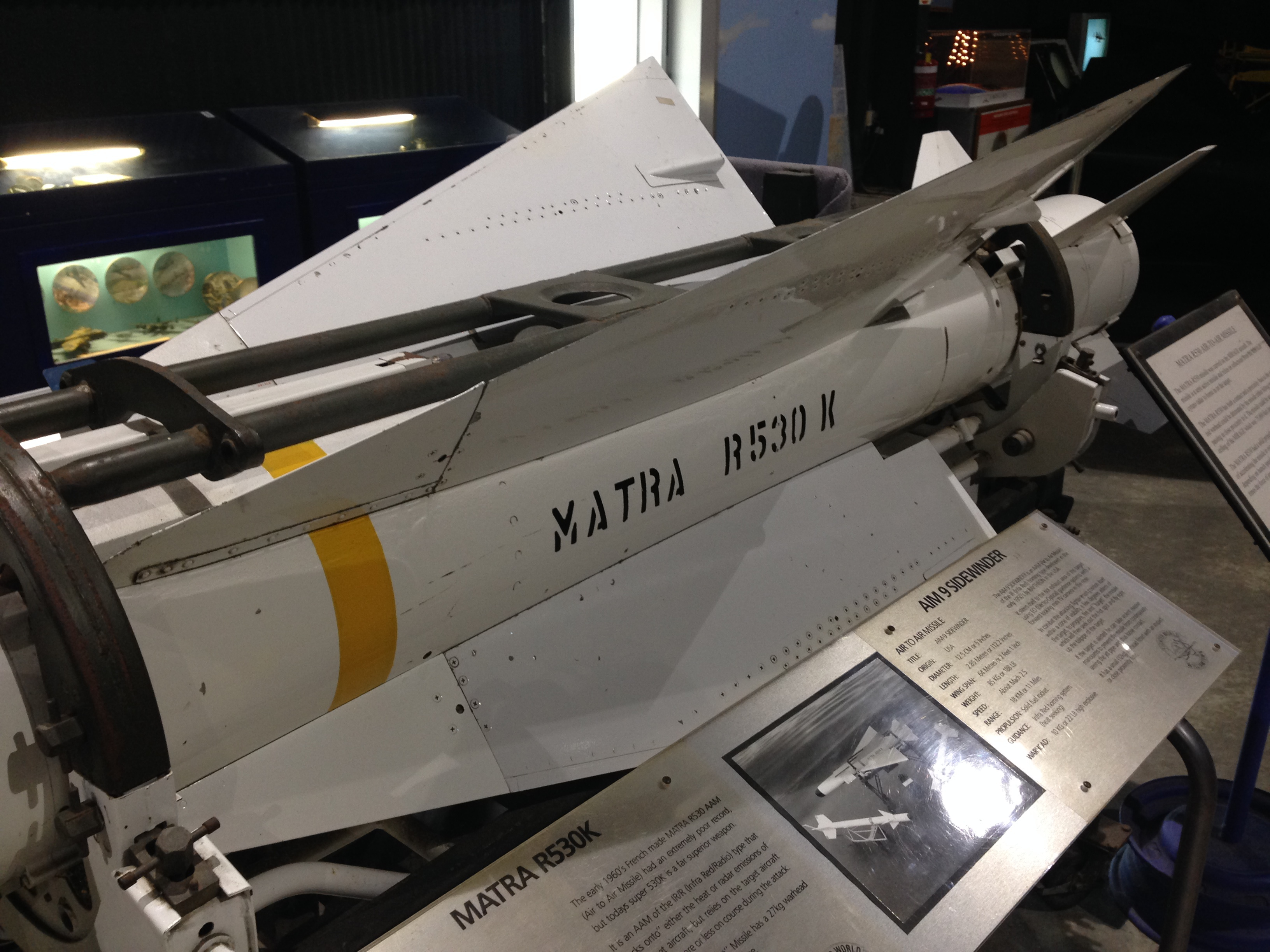
صاروخ ماترا آر.530
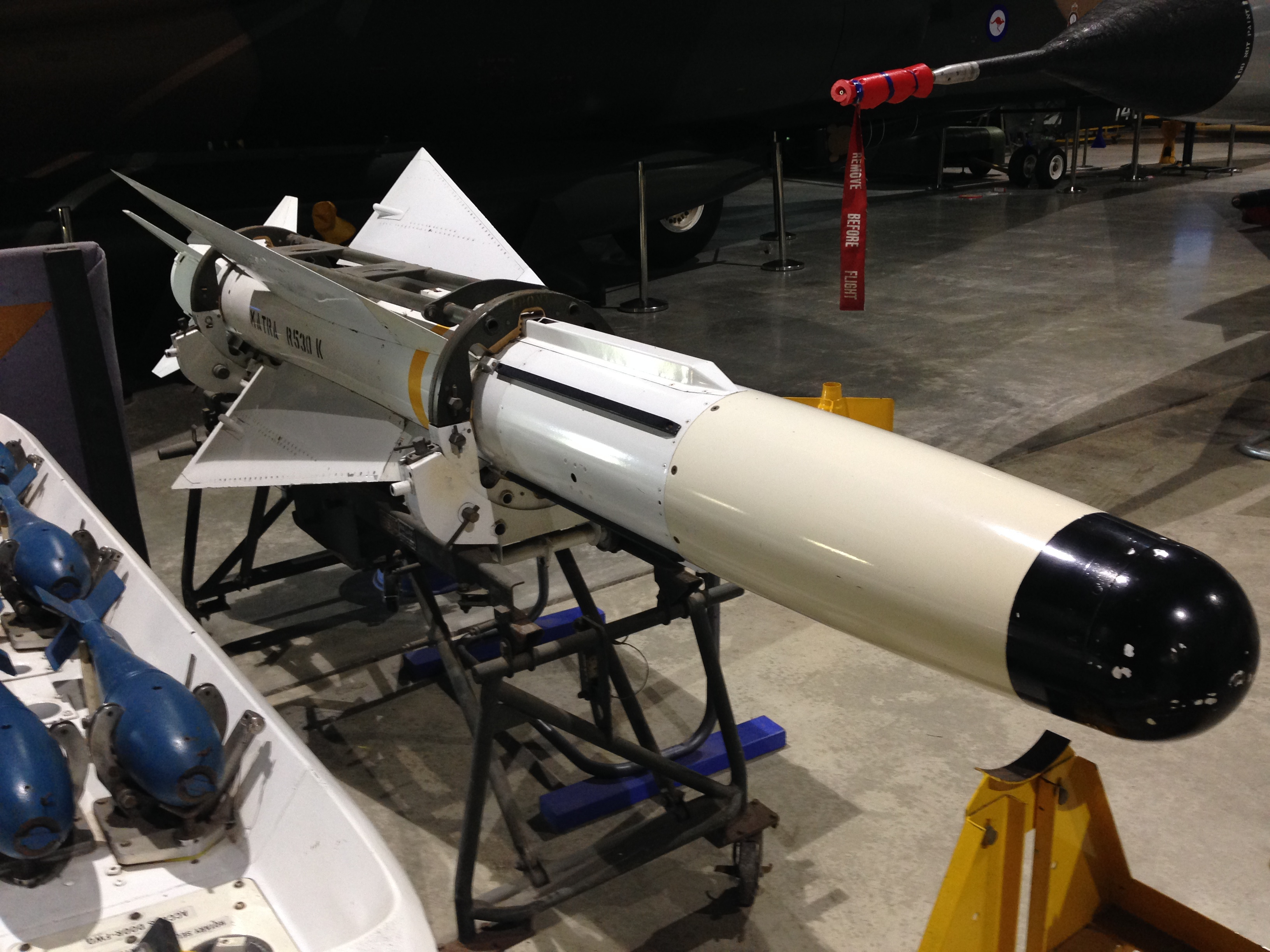
صاروخ ماترا آر.530
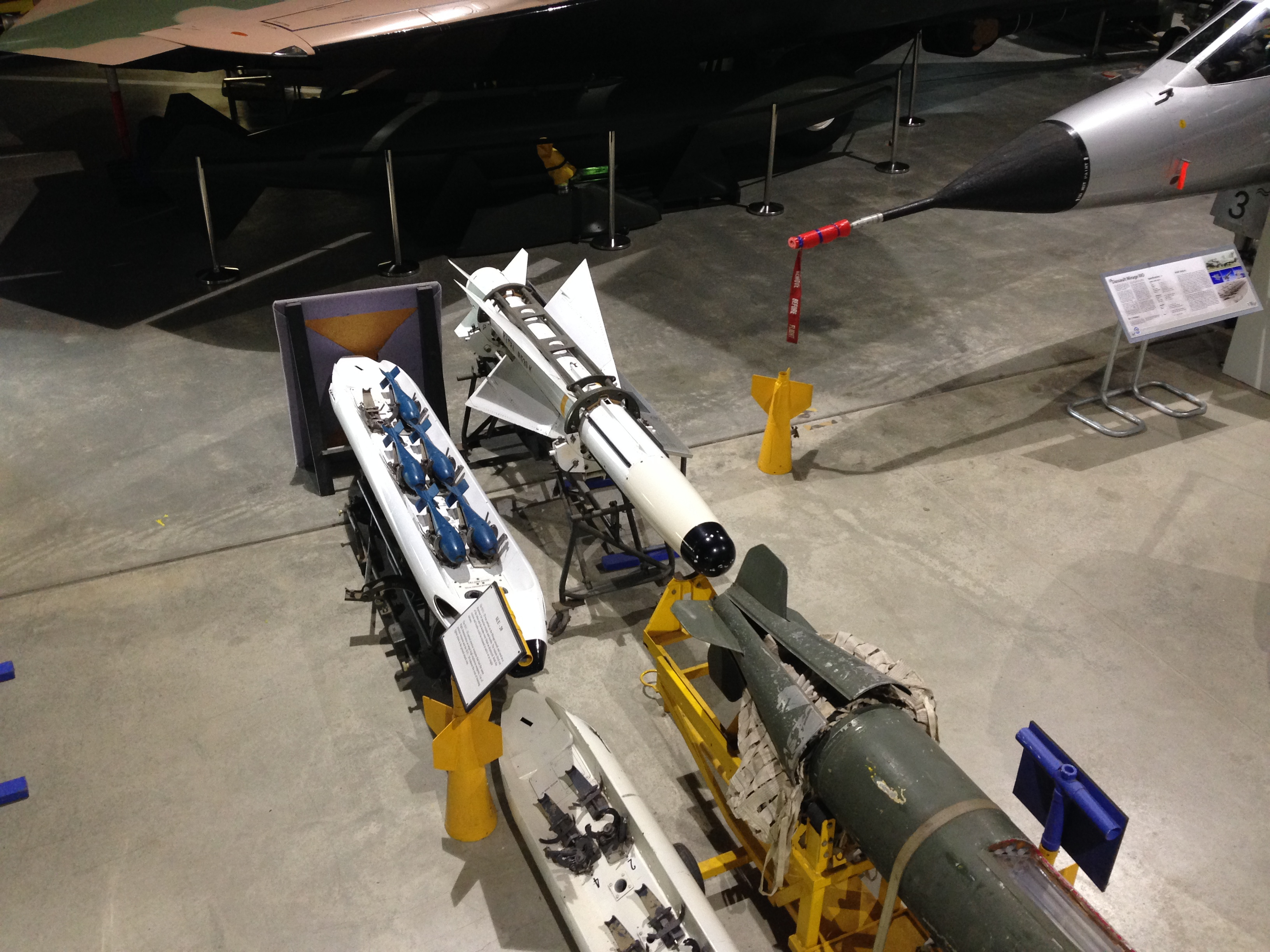
صاروخ ماترا آر.530
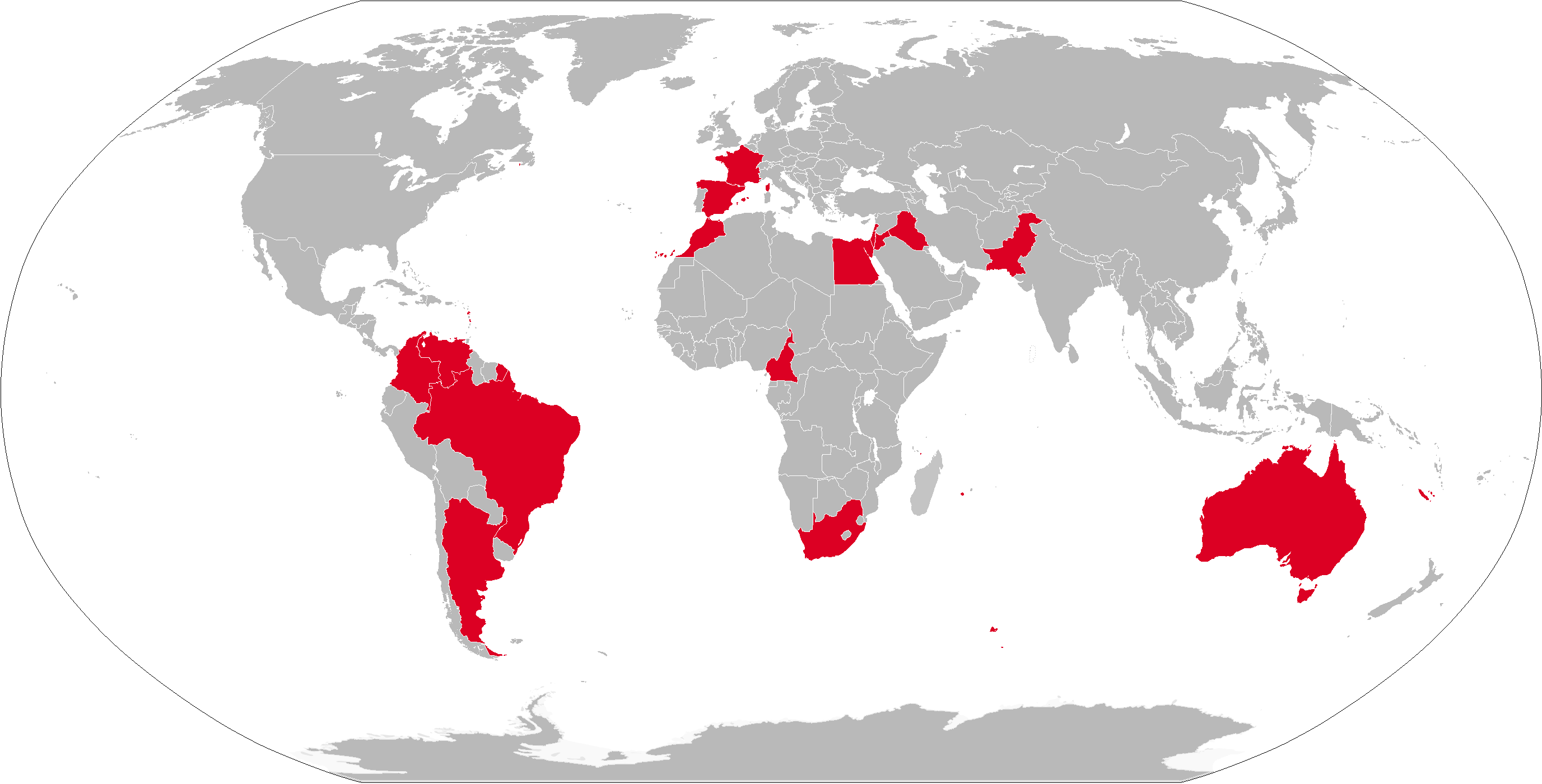
خريطة توضح المشغلين السابقين لصاروخ آر.530 باللون الأحمر
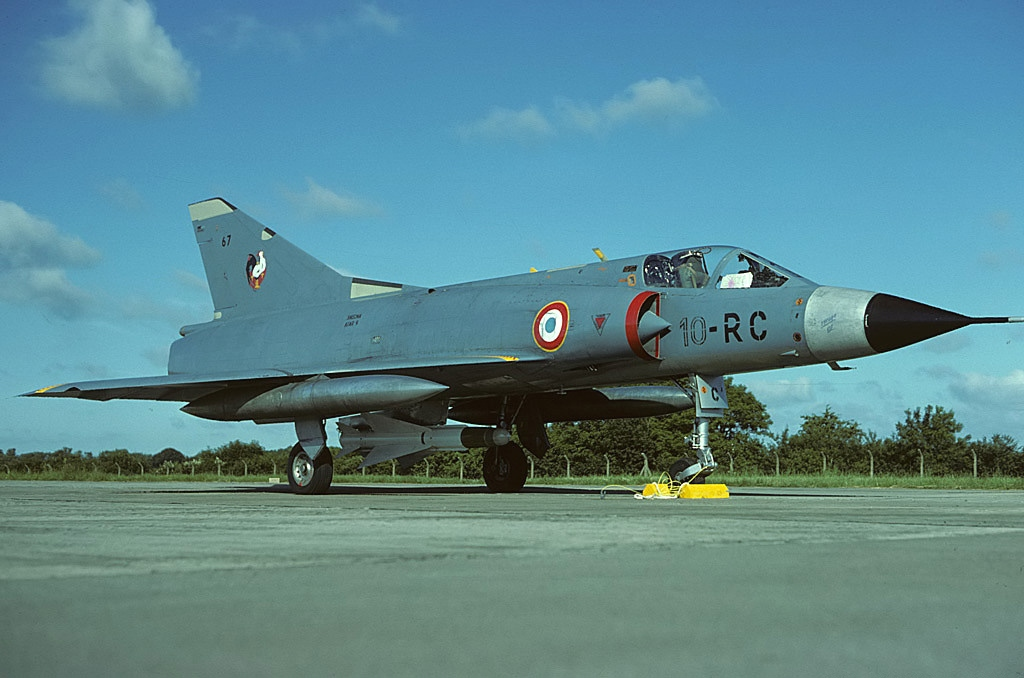
ميراج الثالثة سي تتبع سرب المقاتلات 2/10 "السين" في 1980 مسلحة بصاروخ ماترا آر.530
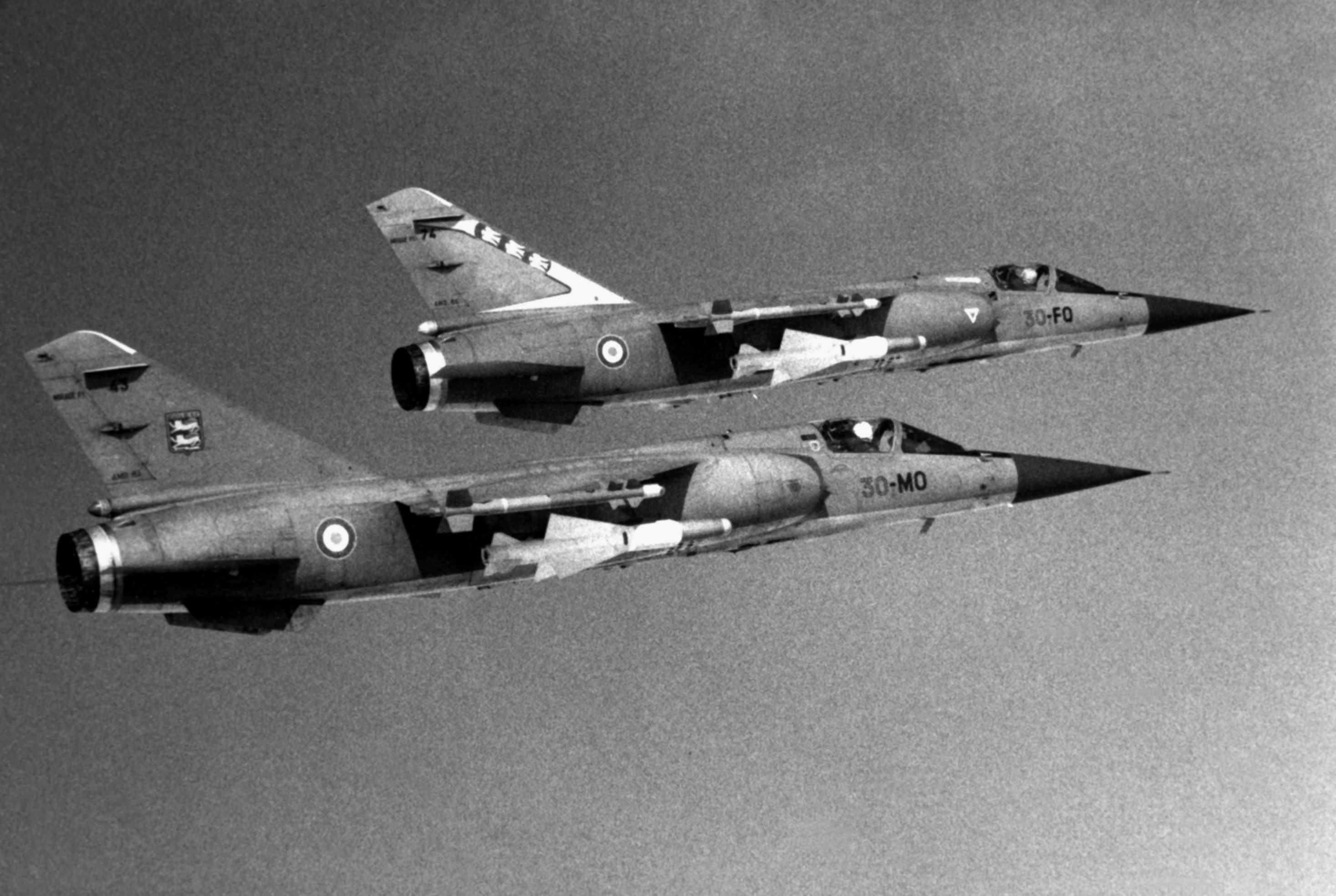
طائرتا ميراج إف1 تتبعان سرب المقاتلات 2/30 "نورماندي-نيمان" وسرب المقاتلات 3/30 "لورين" في 1986 ومسلحتان بصواريخ آر.530

## مشغلون سابقون
الأرجنتين
 أستراليا
 البرازيل
 فرنسا
 إسرائيل
 الأردن
 لبنان
 ليبيا
 المغرب
 باكستان
 جنوب إفريقيا
 إسبانيا
 فنزويلا
 قطر